# 企喻歌
企喻歌，北朝乐府民歌篇名，在《乐府诗集》中属《梁鼓角橫吹曲》。
“企喻”之义不详。《乐府诗集·横吹曲辞》中收有四首，当鲜卑语为汉译。歌辞写北方健儿结伴牧马、行军时景象，音节铿锵，笔势飞动，风格遒劲。表现北方游牧民族能骑善射、好勇尚武的风气。其辞往往刚猛粗犷，朴素自然。《古今乐录》称第四首为前秦时苻融所作。《乐府诗集》引《唐书·乐志》:“此歌是燕、魏之际鲜卑歌也。其词虏音，竟不可晓。”
|  | 男兒欲作健，結伴不須多。鷂子經天飛，群雀兩向波。 放馬大澤中，草好馬著臕。牌子鐵裲襠，𨥛鉾鸐尾條。 前行看後行，齊著鐵裲襠。前頭看後頭，齊著鐵𨥛鉾。 男兒可憐蟲，出門懷死憂。尸喪狹谷中，白骨無人收。 |